# La Cité (Belgique)
Pour les articles homonymes, voir La Cité.
La Cité était un journal belge démocrate-chrétien fondé en 1950, qui paraîtra comme quotidien jusqu'en 1986 puis comme hebdomadaire de cette année à 1995.
Le journal incarne selon Christian Laporte de La Libre Belgique un certain type d'engagement proche du mouvement ouvrier et de l'idéal évangélique et estime que « contrairement à la presse socialiste, [ce journal] a su maintenir une distance entre ses combats et les voix officielles du MOC ou du PSC avant sa mue humaniste. »